# 知多型
知多型（ちたがた）は、愛知県半田市を中心とする知多半島全域（旧知多郡域）と、西三河南部地方の一部に分布する、あるいはしていた山車の形式の一つである。知多型山車の略称。半田市域を中心に発展したため、「半田型（半田型山車の略称）」とも呼ばれる。広義ではこの形態の山車全てを指すが、特に古い形態の物を「知多古型（ちたこがた）」と分別することもある。
なお、知多地方では一般的に山車をさす呼称として、｢御車（おくるま）｣が広く使用される。

## 概要
元和5年（1619年）に名古屋東照宮祭礼のために建造された『名古屋型山車』の流れを汲む、東海地方の山車形態の一つである。
元より知多地方では山車が曳かれていたようであるが、それがいつ頃から曳き創め、また、いつ頃から現在のような形になったかについては不明である。ただし、宝暦5年（1755年）に描かれた「乙川村祭禮絵巻」に描かれている山車の特徴などから、宝暦年間以前には、既に知多型に近い形をとっていたようである。
また、山車の建造の最盛期は幕末から大正年間である。譲渡・売却も激しく、4つの組を移動した山車などもある。

## 構造的特長
知多型の基本構造は、『｢台輪（だいわ）｣｢胴山（どうやま・堂山とも）｣｢前山｣』と『｢上山｣』からなる2層構造である。また、台輪は内輪式で、狭い路地を曳き廻すのに適している。
個別の差はあるが、おおよその大きさは以下のとおりである。
- 全幅：約2m
- 全長：約6m
- 最低高：約5m
- 最高高：約7m
- 重さ：約3t～6t程度。

山車の保存方法は、祭礼終了後に完全解体した後、土倉に収納し、翌年祭礼が近づくと組み立て、祭礼日まで鞘蔵に収めるという方式がとられる。そのため、釘などは基本的に使われていない。

### 台輪
知多型の山車は、駆動部に台輪を置く構造をしており、その多くが、台車を台輪で覆う内輪式である。
台輪は｢台車部（台輪内）｣「平台輪（車体側面）」｢妻台輪（車体前後）」「置台輪（台輪上部）」からなり、俯瞰すると、平台輪が車体の前後に大きく突き出した、変則的な井桁形をしている。また、平台輪の端部は、兜金と呼ばれる金属細工がはめられたり、木鼻と呼ばれる彫刻処理を施されることが多い。
台車部分の内、車輪自体（多くが松等の大木の輪切りで｢ゴマ(護摩)｣｢ハマ｣などという。以下ゴマ）が著しい消耗品であるため、内輪式の知多型では、ゴマを長く使うことを前提として、なるべく台輪の下部分に台車の車軸が来るようにしている。そのために、ゴマを新しいものに交換して数年の間は、台輪が地面と大きく離れてしまうこととなるので、山車を保有する組織によっては、曳き手の安全対策と見栄えの観点から、ゴマ隠しと言う、比較的着脱が容易な部材を、平台輪や妻台輪の下につける事がある。
なお、ゴマ隠しにも彫刻を施すのが一般的である。

### 胴山
胴山は、山車中央部に位置し、大幕と後幕で隠れた部分と、その上部周辺をさす。
主に囃子方が乗る。
基本となる胴山柱6 - 8本を中心とする、上山や前山の重量の多くを支える重要な部分である。各柱の間には、柱と同幅の梁が3 - 4本、そのうちの最後部の梁の上部に長さがほかの柱より短い胴山柱が1本。車体側面側の柱をつなぐ細い梁が約10本。車体後部の上部に渡す細い梁が約3本、車体前面に渡す細い梁が約3本。前山を置く前方とを除き、それらの柱と梁に格子を渡すことも多い。また、左右と後ろの下部の格子は可動式で、跳ね上げることができる。
また、構造上、方向転換に用いる梶棒は胴山に含まれる。梶棒は置台輪の上、胴山柱の外側に、ボルト等の金具で固定された上で、七五三縄によって平台輪と固定される。（平台輪はこのために前後に突き出している。）なお、坂井や上野間など、地区内の道幅が特に狭い一部の地区では、梶棒は胴山柱の内側に固定される。
なお、胴山上部と上山高欄の間には、彫刻がはめ込まれる。

### 前山
山車前部に位置し、彫刻で埋め尽くされる。
主に鏡や塩・札などの神事用具や供え物を乗せるほか、からくり人形や三番叟を披露する場でもある。
構造としては｢持送り（もちおくり）｣｢壇箱（だんばこ）｣｢四本柱｣「虹梁」「支輪」｢破風（はふ）」からなる。彫刻は、妻台輪と壇箱の間に入る｢蹴込み（けこみ）｣｢持送り｣、壇箱下部の｢猫足｣、｢壇箱｣壇箱上部の｢手高欄（てごうらん）｣、胴山と前山の間にある板隠し、板隠しにはめる｢脇障子｣、壇箱と破風を繋ぐ｢四本柱｣その上部の｢蟇股（かえるまた）｣｢太平鰭（たいへいびれ）｣｢虹梁｣｢懸魚（げぎょ）｣破風より上部の｢斗栱（ときょう）｣「箱棟」｢鬼板｣｢鳥衾（とりぶすま）｣と、細部にまでおよび、その多くが白木彫刻・金細工である。

### 上山
山車の最上部に位置し、彫刻で埋められる。
主にからくり人形を披露する場であるとともに、電線などの対空警備に当たる役職が乗る場所である。
構造としては、｢高欄｣｢四本柱｣｢破風｣からなる。また、半田・武豊など半島中部の山車には｢追い幕｣｢梵天｣が付く。上山は可動式であり、台輪後部の綱を引くとせりあげることができる。なお、上山を上下させる際、追い幕・梵天・吹流しも連動して動く物が多い。上山の彫刻が付く各箇所の名称は前山破風付近と同名である部分が多い。そのため、区別をするときは｢前山○○｣｢上山○○｣と当該個所の前に前山、上山を付けるのが一般的である。彫刻が入る箇所は｢虹梁｣｢升組（ますぐみ）・斗栱｣｢蟇股｣｢太平鰭｣｢鬼板｣｢鳥衾｣である。また、四本柱の間にかかる梁は井桁状に組まれており、飛び出た部分は木鼻とする。

## 類種
知多型は総数90余両あり、亜種・古種などが存在する。ここではその一部を紹介する。

### 知多古型
現在の知多型山車よりも小振りであり、彫刻などは極彩色に塗られ、金箔が張られる。また、山車全体が漆で塗られており、金細工も圧倒的に多く、知多型が神社的な造りであるのに対し、知多古型は仏壇的であるといえる。武豊町東大高など。

### 知多型外輪
知多型の外輪（名古屋型と同じく、ゴマが台輪の外側にあること）の山車の内、台輪部分以外が知多型と同等の特徴をもつもの。常滑市北条、知多市岡田、東海市大田、知多郡南知多町内海東端など。

## 彫刻
知多型はほかの尾張地方の山車に比べ、彫刻が豊富である。題材は主に日本神話や中国故事などにちなむ。
代表的な彫師は、諏訪の立川一門、名古屋の彫長一門・瀬川一門、半田の彫常一門などである。

## 幕
知多型の山車は、胴山左右に大幕が、後方に後幕が、これらの幕の上部に水引幕がかけられている。さらに、上山後方には追い幕がかけられ、その脇の梵天に付いた吹貫も、幕と同じ布を使うことがある。
布は多くが羅紗、もしくはフェルト生地であり、大幕・後幕・追い幕の配色は大多数が猩々緋である。対照的に、水引幕は紺・白・緑など多岐にわたる。幕は刺繍が施されることが多く、金糸によるものも少なくない。

## その他
現在、知多郡東浦町には山車が存在しないが、かつて大府より緒川に山車を譲ったという記録がある。
名古屋市緑区の鳴海表方祭（鳴海八幡宮例大祭）には、知多型から名古屋型へと改造された山車が存在する。
知多地方では、山車の運行を念頭に置き、電線等を新設する際に他地域より高い位置に架けたり、降雪地のような縦型の信号機を設置するケースがある。鉄道の高架化においても、高架下を山車が通行可能な高さで建設するため、他の地域より建設コストが増大する傾向がある。
半田市の乙川地区と亀崎地区では、山車の運行経路に当たる場所において、丸型ポストが現役で使用されている。これは、角型の郵便ポストが山車の運行時に危険であることと、ポストの上に見物人などが乗ってしまう事態を避けるためである。